# Jean Ier (pape)
Pour les articles homonymes, voir Jean Ier.
Jean Ier est né vers 470 (en Toscane) et mort à Ravenne (Italie) le 18 mai 526. Il est le 53e évêque de Rome de l'Église catholique. Premier pape à s'être rendu à Constantinople durant son pontificat, il est arrêté à son retour, et emprisonné par le roi arien Théodoric qui le laisse mourir de faim. Il est considéré comme martyr par l'Église catholique. Liturgiquement, il est commémoré le 18 mai.

## Biographie

### Jeunesse
Le lieu de naissance du pape Jean Ier est incertain : il pourrait être né à Sienne en Toscane, ou dans le château de Serena, une petite forteresse bâtie près du village de Chiusdino par Serena, femme de Stilicon et détruite au Moyen Âge. Son père s'appellerait Constance.
Il suit des études à Florence puis à Rome. Il entre dans les ordres et exerce pendant trente ans différentes fonctions de la curie romaine, il est remarqué par sa science et sa piété.
Alors qu'il est diacre à Rome, il est connu pour avoir été un partisan de l'antipape Laurentius : dans une note au pape Symmaque, en 506, Jean confesse son erreur en anathématisant Pierre d'Altinum et Laurentius et demande le pardon de Symmaque.
Il serait le diacre Jean qui a signé l'acta des synodes romains de 499 et 502. Il y avait sept diacres dans l'Église romaine : ce point permet ainsi de l'identifier de façon très probable
.
Il serait également le diacre Jean, à qui Boèce dédie trois de ses cinq traités religieux écrits entre 512 et 520.
Il devient cardinal-prêtre au titre cardinalice de Pammachus par le pape Gélase Ier. Il est nommé archidiacre du pape Hormisdas, auquel il succède le 13 août 523.

### Pontificat
Jean Ier est élevé évêque de Rome sept jours après la mort du pape Hormisdas, le 13 août 523. Le roi ostrogoth arien Théodoric le Grand, qui de Ravenne, régnait sur toute la péninsule italienne, envoie le souverain pontife en personne – contre son gré – à Byzance avec pour mission de faire pression sur l'empereur d'Orient et le forcer à modérer sa politique de répression contre les hérétiques et faire adoucir un édit, contre l'arianisme, de l'empereur d'Orient Justin Ier : 

« Vous irez trouver Justin et obtiendrez de lui de ma part : retrait de son édit, réouverture de toutes les églises ariennes et admission, en leur sein, de tous les apostats du catholicisme. Sinon, craignez de vives représailles anti-catholiques. »

 Théodoric menace ainsi que si Jean devait échouer dans sa mission, il y aurait des représailles contre les catholiques orthodoxes en Occident.

Le pape lui répond : 

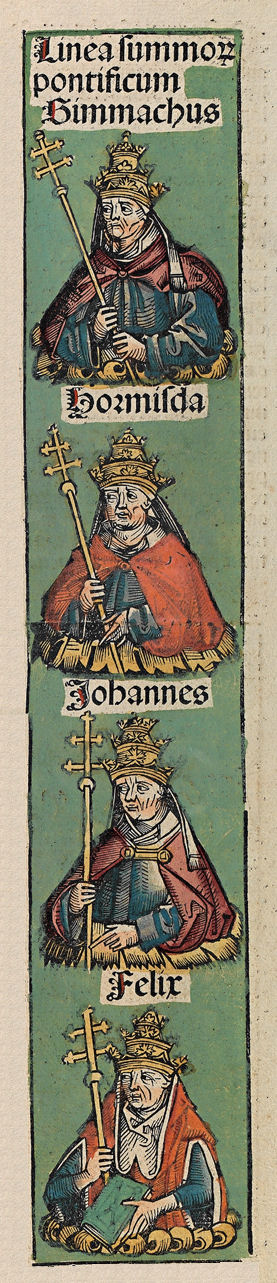
Les chroniques de Nuremberg.

« Me voici devant toi, fais-moi ce que tu voudras ; mais je ne te promets rien au sujet des réconciliés ; leur situation n'est-elle pas dangereuse et irritante ? Comment obtenir que ces instables soient autorisés à faire retour à l'hérésie ? Pourtant, hors cette impossibilité notoire, pour le reste, avec l'aide de Dieu, je pense pouvoir te satisfaire et je ferai tout pour t'être agréable et te rapprocher de Justin. »

## La visite à Constantinople
Jean Ier est le premier évêque de Rome reçu à Constantinople : un voyage qui semble avoir eu des résultats de grande importance et serait la cause de sa mort. Le voyage de Jean Ier à Constantinople se fait avec un entourage considérable : ses compagnons religieux, mais aussi les évêques Ecclesius de Ravenne (it), Eusèbe de Fanum Fortunae et Sabinus de Campanie. Ses compagnons laïques sont les sénateurs Flavius Theodorus, Inportunus, Agapit et Agapit le patricien.
L'accueil fut chaleureux, mais l'ambassade pontificale ne fut pas couronnée de succès. L'empereur d'Orient Justin reçoit Jean Ier avec les honneurs et promet de faire tout ce que l'ambassade lui demande, à l'exception de la restauration des conversions des chrétiens ariens à leur foi d'origine.
Bien que le pape Jean ait réussi sa mission, quand il retourne à Ravenne, capitale de Théodoric, celui-ci le fait arrêter, le soupçonnant d'avoir conspiré avec l'empereur Justin. Il est emprisonné à Ravenne, où il meurt de négligence et de mauvais traitements : on le laisse mourir de faim.
Son corps est transporté à Rome et enterré dans la basilique Saint-Pierre.

## Contributions
Le Liber Pontificalis crédite Jean Ier de la réparation des cimetières des martyrs, celui de Nérée et Achillée sur la via Ardeatina, des saints Félix et Adauctus et le cimetière de Sainte Prisque. Il fait relever la basilique Sainte-Pétronille à Ravenne et orner richement la confession de la basilique Saint-Paul-hors-les-Murs.
L'ensemble de ses bulles ne contient que deux lettres adressées respectivement à un archevêque Zacharias et aux évêques d'Italie : il est probable que les deux bulles sont apocryphes. Il n'existe aucun mémoire concernant sa façon d'administrer l'Église.
Il a travaillé à l'élaboration du chant romain, préparant ainsi un terrain favorable à la grande œuvre de saint Grégoire le Grand. C'est sous son règne que l'Église romaine fixe la date de Pâques. Il abandonne l'ère de Dioclétien : les années sont alors comptées à partir de la naissance du Christ.

## Souvenir et vénération
- Le pape Jean Ier est représenté dans l'art regardant à travers les barreaux d'une prison ou emprisonné avec un diacre et un sous-diacre. Il est vénéré à Ravenne et en Toscane.
- Liturgiquement il est commémoré le 18 mai, l'anniversaire du jour de sa mort, jour de sa « naissance au ciel » selon l'Église catholique (alors qu'il était autrefois le 27 mai)[6]. Sur ce dernier point, les avis divergent.
- La petite église Saint-Jean du village de Chiusdino, détruite en 1555 pendant la dixième guerre d'Italie, était dédiée au pape Jean Ier.